# Peter Kang U-il
Peter Kang U-il (kor. 강우일, * 12. Oktober 1945 in Seoul, Südkorea) ist ein koreanischer Geistlicher und emeritierter römisch-katholischer Bischof von Cheju.

## Leben
Peter Kang U-il empfing am 9. Dezember 1974 durch Stephen Kardinal Kim Sou-hwan das Sakrament der Priesterweihe für das Erzbistum Seoul.
Am 21. Dezember 1985 ernannte ihn Papst Johannes Paul II. zum Titularbischof von Balecium und bestellte ihn zum Weihbischof in Seoul. Der Erzbischof von Seoul, Stephen Kardinal Kim Sou-hwan, spendete ihm am 14. Februar 1986 die Bischofsweihe; Mitkonsekratoren waren der Bischof von Daejeon, Joseph Kyeong Kap-ryong, und der Weihbischof in Seoul, Paul Kim Ok-kyun. Am 20. Juli 2002 ernannte ihn Johannes Paul II. zum Bischof von Cheju.
Papst Franziskus nahm am 22. November 2020 seinen altersbedingten Rücktritt an.